# Heinzenberg (Taunus)

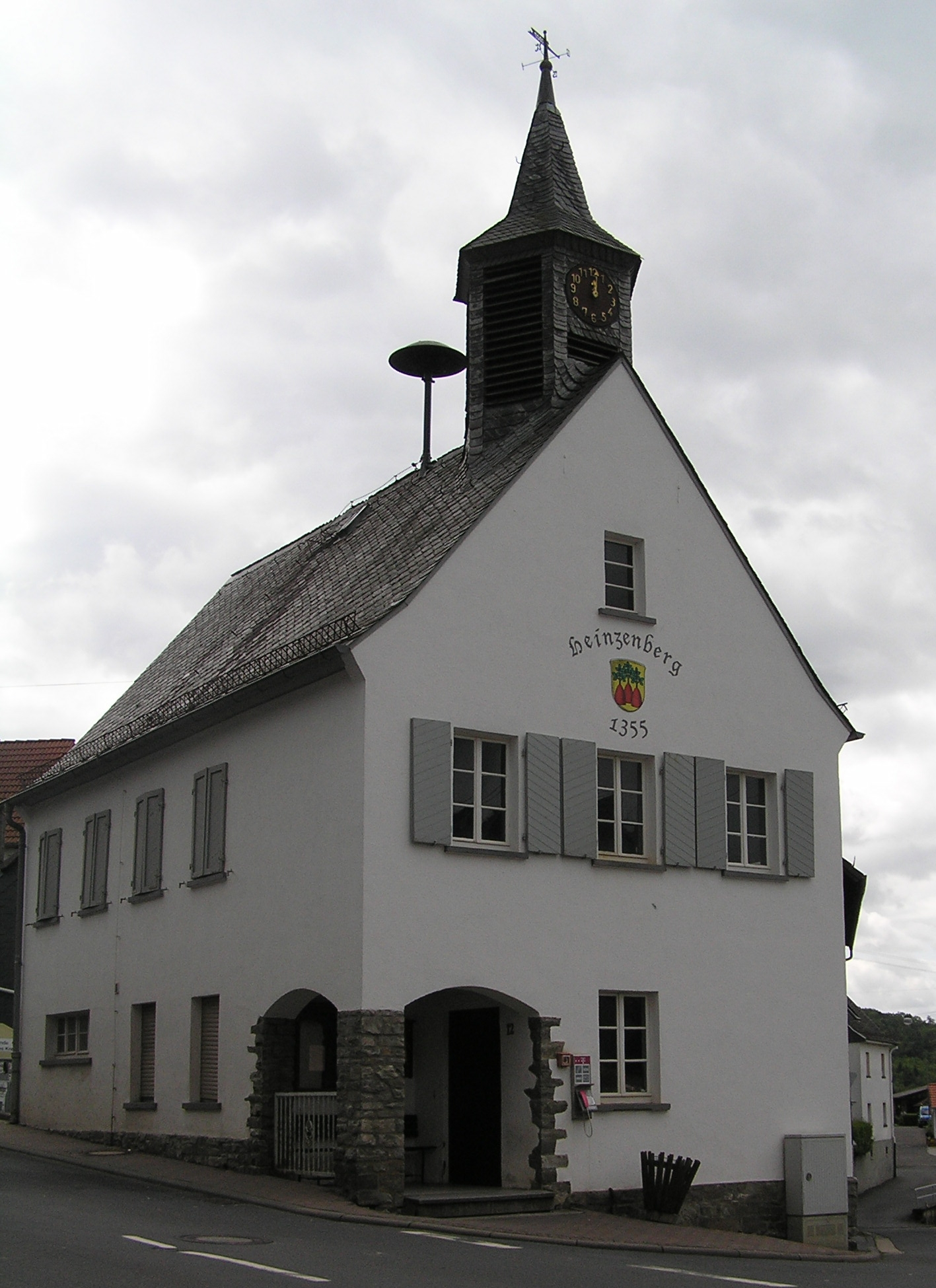
Altes Rathaus Heinzenberg

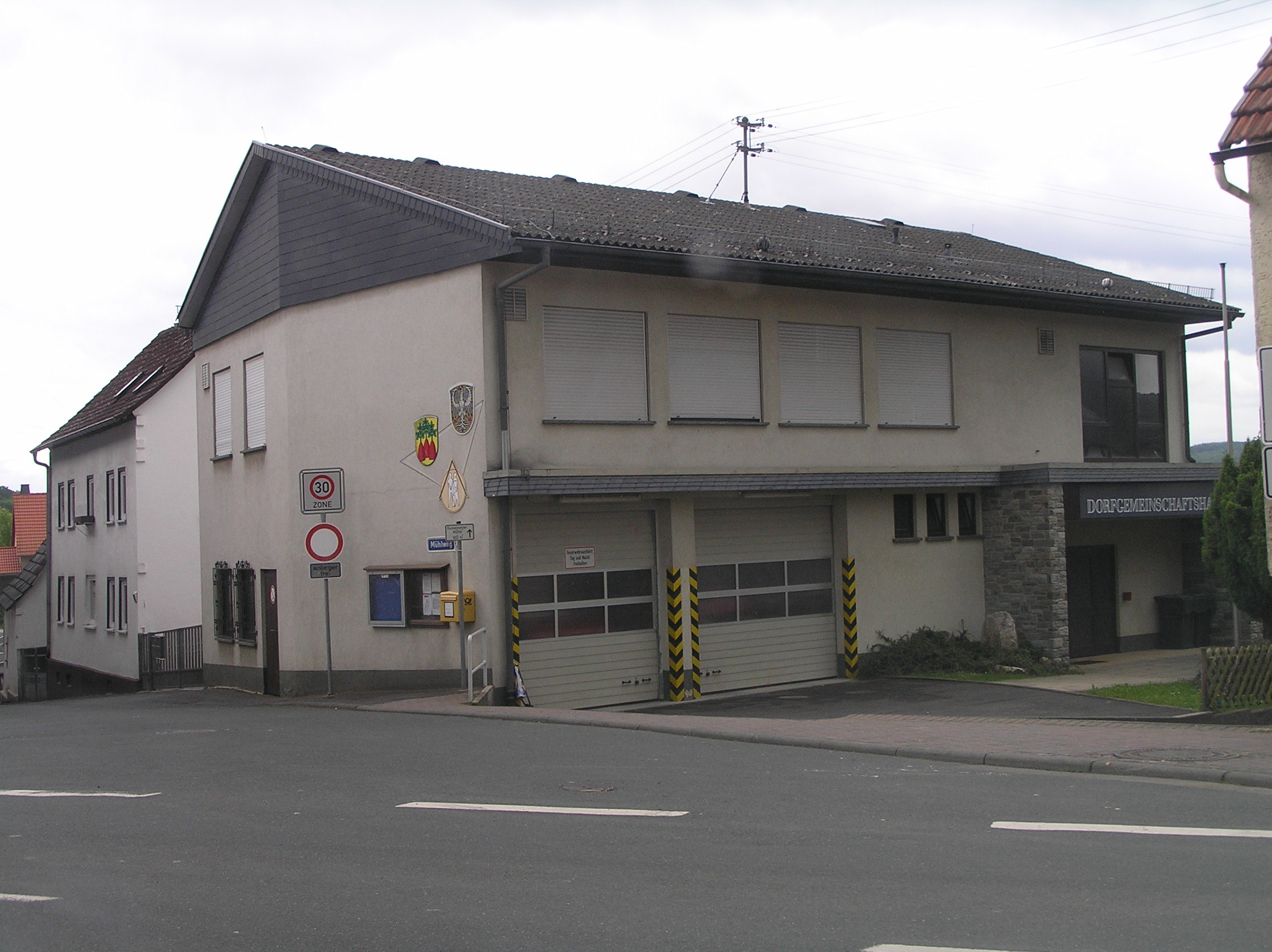
DGH Heinzenberg

Heinzenberg ist ein Ortsteil von Grävenwiesbach im Hochtaunuskreis in Hessen.

## Geographie
Heinzenberg liegt oberhalb des Weiltals im östlichen Hintertaunus im Naturpark Taunus. Das Dorf liegt ca. 6 Kilometer westlich von Grävenwiesbach. Höchste Erhebungen bei Heinzenberg sind der Klinkersberg mit 313 Metern über NN, das Köpfchen mit 362 Meter über NN und der Hoheforst mit 378 Metern über NN.
Nachbarorte sind Winden (westlich) und Mönstadt (nordöstlich).

## Geschichte
Heinzenberg, vermutlich ist der Name abgeleitet von dem männlichen Vornamen „Heintze“, wird im Jahr 1355 erstmals urkundlich erwähnt.
Der Ort war Zollstation an der alten Handelsstraße von Limburg a. d. Lahn an den Main und gehörte vermutlich schon immer zum Gericht und Kirchspiel Grävenwiesbach.
Neben dem eigentlichen Dorf gehörten auch die im Tal gelegene „Runkelsteiner Mühle“ sowie die „Elendsmühle“ (heute: Utenhof) zu Heinzenberg und belieferten auch die Umgebung mit Mehl.
In der Zeit von 1909 bis 1969 hielt die Eisenbahn auf ihrer Strecke der Weiltalbahn von Usingen nach Weilmünster auch in Heinzenberg.
Im Zuge der Gebietsreform in Hessen fusionierten zum 31. Dezember 1971 die bis dahin selbständigen Gemeinden  Grävenwiesbach, Heinzenberg, Hundstadt, Laubach, Mönstadt und Naunstadt freiwillig zur erweiterten Gemeinde Grävenwiesbach. Für das Gebiet der sechs früheren Gemeinden wurden per Hauptsatzung jeweils Ortsbezirke errichtet.

## Politik

### Ortsbeirat
Für Heinzenberg besteht ein Ortsbezirk (Gebiete der ehemaligen Gemeinde Heinzenberg) mit Ortsbeirat und Ortsvorsteher nach der Hessischen Gemeindeordnung.
Der Ortsbeirat besteht aus fünf Mitgliedern. Bei den Kommunalwahlen in Hessen 2021 betrug die Wahlbeteiligung zum Ortsbeirat 62,54 %. Dabei wurden gewählt: ein Mitglied von Bündnis 90/Die Grünen und je zwei Mitglieder der „Freien Wählergemeinschaft Grävenwiesbach“ (FWG) sowie der Liste „Unabhängige Bürger“ (UB). Der Ortsbeirat wählte Frank Ott (UB) zum Ortsvorsteher.

### Wappen
Das redende Wappen basiert auf einem Siegel von 1816 und einem Bild in der Kirche von 1859.

## Kulturdenkmäler
Siehe Kulturdenkmäler in Heinzenberg.